# The Desaturating Seven
The Desaturating Seven is het negende studioalbum van Primus.
Het conceptalbum werd in september 2017 uitgebracht en is gebaseerd op het kinderboek The Rainbow Goblins van Ul de Rico. Bassist en bandleider Les Claypool las het boek voor toen zijn kinderen jong waren en werd geïnspireerd door het kleurgebruik in het boek en de gebruikte afbeeldingen.